# Gabriel Marcel
Gabriel Honoré Marcel (født 7. december 1889 i Paris, død 8. oktober 1973 i Paris) var en fransk filosof og en ledende kristen eksistentialist. Han fokuserede på det moderne menneskes kamp i et teknologisk samfund. Selvom han ofte blev omtalt som den første franske eksistentialist, tog han afstand fra filosoffer som Jean-Paul Sartre. Le Mystère de l'être og Journal métaphysique er hans mest kendte værker. Ud over at være filosof var Marcel musikanmelder.

## Sekundærlitteratur
- Bagot Jean-Pierre, Connaissance et amour, essai pur la philosophie de Gabriel Marcel, Paris, Beauchesne, 1958 Bernard Michel, La philosophie religieuse de Gabriel Marcel, étude critique, Le Puy, Cahiers du nouvel humanisme, 1952.
- Denise Bourdet, Gabriel Marcel, dans: Encre sympathique, Paris, Grasset, 1966.
- Emmanuel Levinas, Xavier Tilliette et Paul Ricœur, «  », Bibliothèque des Archives de philosophie, Editions Beauchesne, Paris, vol. 21, 1976
- Paul Mercier, Sur le sentier de la veille, Penser avec Gabriel Marcel et Pierre Boutang, éditions Ovadia, Nice, 2023
- Prini Pietro, Gabriel Marcel et la méthodologie de l'invérifiable, Paris, Economica, 1984